# Alexander Kostrizyn
Alexander Kostrizyn (russisch Александр Кострицын; englische Transkription Alexander Kostritsyn; * 1986 in Moskau) ist ein professioneller russischer Pokerspieler. Er gewann 2008 das Main Event der Aussie Millions Poker Championship und 2011 das High Roller des PokerStars Caribbean Adventures.

## Pokerkarriere
Kostrizyn tritt vor allem als Spieler von Online-Cash-Games in Erscheinung und gilt in diesem Gebiet als einer der besten Spieler der Welt. Unter den Nicknames joiso (PokerStars) und PostflopAction (Full Tilt Poker) machte er bis März 2018 mit Cash Games einen Profit von mehr als 8,5 Millionen US-Dollar, wobei er auf PokerStars nach Ben „Sauce123“ Sulsky und Jens „Jeans89“ Kyllönen der dritterfolgreichste Spieler überhaupt ist. Dort sicherte er sich im September 2010 auch einen Titel bei der World Championship of Online Poker.
Seine erste Geldplatzierung bei einem Live-Turnier erzielte Kostrizyn Anfang Februar 2006 in Moskau. Mitte Januar 2008 gewann er das Main Event der Aussie Millions Poker Championship in Melbourne und sicherte sich eine Siegprämie von 1,65 Millionen Australischen Dollar. Im Jahr 2008 war er erstmals bei der World Series of Poker (WSOP) im Rio All-Suite Hotel and Casino am Las Vegas Strip erfolgreich und kam bei sechs Turnieren in die Geldränge. Sein höchstes Preisgeld von mehr als 160.000 US-Dollar erhielt er dabei für seinen dritten Platz bei der Weltmeisterschaft der Variante Seven Card Stud. Bei der WSOP 2010 wurde er Zehnter bei der Poker Player’s Championship, erreichte das Halbfinale der Heads-Up Championship und belegte abschließend den 52. Platz im Main Event, was ihm Preisgelder von rund 540.000 US-Dollar einbrachte. Mitte Januar 2011 gewann der Russe das High Roller des PokerStars Caribbean Adventures auf den Bahamas und sicherte sich den Hauptpreis von über 260.000 US-Dollar. Bei der WSOP 2015 belegte er den mit knapp 150.000 US-Dollar dotierten siebten Platz beim Pot-Limit Omaha High Roller. Seitdem blieben größere Turniererfolge aus. Seine bis dato letzte Live-Geldplatzierung erzielte Kostrizyn im Juni 2018 bei einem 8-Game High Roller im Aria Resort & Casino am Las Vegas Strip.
Insgesamt hat sich Kostrizyn mit Poker bei Live-Turnieren mehr als 3 Millionen US-Dollar erspielt.